# Historia Sosnowca
Historia Sosnowca jako miasta zaczyna się w roku 1902. Osada o tej nazwie istniała jednak znacznie wcześniej. Wiele zaś z jego dzisiejszych dzielnic ma rodowód średniowieczny.

## Nazwa
Nazwa miasta Sosnowiec pochodzi od borów sosnowych porastających te tereny przed 1830 rokiem. Piękna (aczkolwiek nieprawdziwa) legenda mówi, jakoby kilku istotnym miastom Zagłębia Dąbrowskiego, a szczególnie Będzinowi, podczas lustracji tego najstarszego zagłębiowskiego, nadprzemszańskiego grodu, nazwy nadał sam Kazimierz III Wielki (według innych wersji Kazimierz I Odnowiciel). Miał on wyrazić się, iż: Tam rosną dąbrowy, tam sosnowy, tutaj będziem My, tam pogoń, a tam czeladź nasza. Pierwotna nazwa wsi źródłowej dla nazwy obecnej Sosnowca – pozostająca w duchu wspomnianej legendy, niemniej już dużo później i oficjalna – brzmiała Sosnowice. Odnotowywana jest w aktach jako Sosnowietz – jako teren należący do zaboru pruskiego.
Pierwsze wzmianki o wsi o tej nazwie pochodzą z 1727 roku z akt parafii mysłowickiej. Była to niewielka osada położona w sąsiedztwie nieco większych i bardziej rozwiniętych osad zwanych Sielec oraz Zagórze (obecnie również dzielnice Sosnowca).

## Najstarsze dzieje
Na terenie dzisiejszego miasta Sosnowiec istniał w XI/XII wieku jeden z ośrodków średniowiecznego centrum hutnictwa ołowiu i srebra. Dowodów na to dostarczyły wykopaliska przeprowadzone w Sosnowcu-Zagórzu podczas których odkryto piece hutnicze.
Najstarszy dokument odnoszący się do jednej z obecnych dzielnic Milowice datowany jest na ok. 1123 r., niemniej nie ma stuprocentowej pewności, iż wspomniana w nim nazwa Miley odnosi się do tej właśnie (podówczas) wsi. Wszakże źródła z 1228 roku odnoszą się już z pewnością do takich obecnych dzielnic, jak Milowice, Klimontów, Zagórze.
W latach 1470–1480 Jan Długosz w księdze Liber beneficiorum dioecesis Cracoviensis wymienia wsie, które stały się częścią późniejszego miasta Sosnowiec jak: Klimontów w formach Clymonthow oraz Clymuntow, Zagórze w formie Zagorze, Sielec w formie Szyedlecz, Porąbka w formie Porambka, Pogoń w formie Pogonya. Milowice, zostały także zaznaczone na mapie Martina Helwiga z 1561 roku.

### Zmiany w stanie ludnościowym
| Rok  | Liczba mieszkańców |
| ---- | ------------------ |
| 1902 | 61 000             |
| 1911 | 98 748             |
| 1914 | 118 475            |
| 1915 | 56 876             |
| 1921 | 86 497             |
| 1926 | 100 445            |
| 1939 | 129 610            |
| 1946 | 77 800             |
| 1950 | 107 000            |
| 1960 | 131 600            |
| 1970 | 145 000            |
| 1975 | 195 700            |
| 1982 | 212 000            |
| 1993 | 258 528            |
| 2002 | 232 600            |
| 2004 | 240 100            |

## Czasy zaborów
Po utworzeniu Królestwa Polskiego i Rzeczypospolitej Krakowskiej to tu od roku 1846 zbiegały się granice państw, tworząc na terenie obecnego Sosnowca, w widłach Czarnej Przemszy i Białej Przemszy tzw. Trójkąt Trzech Cesarzy, który obecnie stanowi południową część granic nieistniejącego wtedy jeszcze jako miasto Sosnowca.
Przełom w rozwoju miejscowości przypada na lata 1850–1880 w związku z planami i późniejszą budową stacji Kolei Warszawsko-Wiedeńskiej (dworzec z 1859). Tereny bogate w zasoby naturalne, z dobrym węzłem komunikacyjnym, zaczęły przyciągać przemysłowców z krajów zachodnich, którzy niejednokrotnie „chwytali zagłębiowskiego bakcyla”, czego dowodem jest fakt, iż z czasem stawali się głównymi działającymi na rzecz awansu miasta a np. potomkowie niemieckiej rodziny Dietlów byli w stanie odmówić w czasie wojny służby w wojsku niemieckim. Jednocześnie – wraz z napływem ludzi do pracy – jako element istotnie współtworzący sosnowiecki (zagłębiowski) charakter, zauważyć należy świadome i patriotyczne, powstające podówczas środowiska robotnicze. W związku z powyższym warto wspomnieć toczące się w czasie powstania styczniowego walki o Sosnowiec i kilkutygodniowy okres „niepodległości” tego regionu (dowódca w tym czasie – A. Kurowski) z polską administracją, sądami i służbą celną. W 1898 Sosnowiec też stał się – obok Warszawy – miejscem pierwszego na ziemiach polskich pochodu pierwszomajowego. Znana jest też historia robotniczo-niepodległościowych ruchów w 1905 r., które doprowadziły do istnienia przez kilka tygodni Republiki Zagłębiowskiej, działającej w ramach tzw. Rewolucji 1905–1907 o postulatach socjalnych i niepodległościowych. Wspominamy ją już teraz wszakże, wśród wydarzeń z końca XIX wieku: po prostu dla wykazania, że te tygodnie późniejsze były elementem trwającej cały czas przez lata niezwykłej aktywności obywatelskiej sosnowiczan, wyrażonej choćby już w powstaniu styczniowym, choć w warunkach zupełnie małego i pobocznego skrawka Polski. W końcówce XIX wieku Maczki (ob. dzielnica) były też miejscem zamachu na cara. Choć w naturalny sposób mogło to tylko wzmocnić niechęć do Sosnowca – to pomimo retorsji, jednak sosnowiczanom udało się obrócić nawet te okoliczności na wsparcie dla niemożliwego: dla pozwolenia na budowę świątyni katolickiej (pod pretekstem dziękczynienia za ocalenie cara). Wybudowano zaś: świątynie o takim natężeniu patriotyzmu polskiego, jak i rzymskokatolickiego (kopia statuy św. Piotra z Watykanu, także zresztą ustawiona w zupełnej wierności oryginałowi) – tak, że nikt nie mógł mieć wątpliwości co do przekonań obywateli.
Wszakże, w końcu udało się osiągnąć i cel zabiegów administracyjnych. W dniu 10 czerwca 1902, dzięki staraniom głównie rodów przemysłowych, ze znacznym udziałem urzędnika carskiego Aleksandra Budrysz-Ratyńskiego, miejscowość uzyskała prawa miejskie. Pierwotnie miasto obejmowało tereny wsi: Sosnowiec, Pogoń, Ostra Górka, Sielec, Kuźnica i Radocha. Warto podkreślić prowadzącą też do tego zaciekłość Sosnowiczan w budowaniu i rozwijaniu swego miasta. Wymownym dla faktu, jak carat bronił się przed awansem cywilizacyjnym w Polsce jest fakt, że „dusił” w roli wioski tę społeczność aż do chwili, gdy wioska ta miała przeszło 60 tys. mieszkańców. Tak uparcie walczyli „faktami” Sosnowiczanie o swe zaistnienie! (niestety, stąd i na przykład konsekwencją są ułomności architektoniczne czy infrastruktury miejskiej przez długi czas: ok. 70 procent wybudowanych w tym czasie budynków było bez pozwolenia i bez możliwości należytego zaprojektowania). To miasto na przykład, nim zdołało „wydusić prawa miejskie”, szczyciło się dowodem rozwoju choćby w postaci zawodowego teatru, jednej ze starszych scen polskich, działającej jeszcze w XIX wieku: obecnie Teatr Zagłębia. W końcu – tą drogą udało się im więc dokonać tego, co po powstaniu styczniowym było niemożliwe: podniesienie Sosnowca do rangi miejskiej było pierwszym w Królestwie Polskim nadaniu praw miejskich po powstaniu styczniowym (następne, w 1906 r. były Puławy). Na przełomie wieków prężnie działały też różne agendy dobrze zorganizowanych miast, towarzystwo lekarskie, prasa itp. Rok 1905 to początek strajków i zrywów o charakterze rewolucyjnym, z postulatami społecznymi i narodowowyzwoleńczymi, które w tym roku przez kilka tygodni znów dały niepodległość – Republika Zagłębiowska a trwały i do 1907. Szczególnie warto też zaznaczyć, że w tej atmosferze, pomimo carskich prześladowań, które w naturalny sposób niszczyły dotyczyły działalności polskiej na tym terenie w tym czasie – w 1906 zdołał powstać, a następnie przetrwać poprzez zmieniające się różne fazy – jeden z najstarszych do dzisiaj działających w Polsce klubów piłkarskich, Zagłębie Sosnowiec.

W 1913 r. został prezesem Sosnowiecko-Sieleckiego Chrześcijańskiego Towarzystwa Dobroczynności został ks. Franciszek Raczyński, który przyczynił się do powstania w mieście wielu placówek charytatywnych i edukacyjnych.

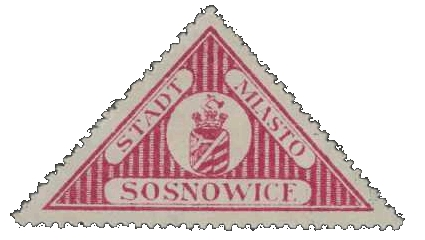
Znaczek z 1916 z Sosnowic; z nazwą „Sosnowice”

W 1914 do Sosnowca dołączono Środulę, a 1 czerwca 1975 roku Zagórze, Kazimierz Górniczy z Porąbką, Klimontów i Maczki. Miasto coraz bardziej staje się więc centrum, czy z czasem nawet stolicą Zagłębia Dąbrowskiego, aczkolwiek z początkiem XX wieku administracyjnie jeszcze nie ma takiej pozycji.

## II RP
Od 1918 do 1939 miasto było w woj. kieleckim. W ostatnich dniach pierwszej wojny światowej robotnicy przystąpili do rozbrajania oddziałów niemieckich. W dniach 11-12 listopada 1918 roku powstała Rada Delegatów Robotniczych Okręgu Sosnowieckiego. Rada Delegatów Robotniczych Okręgu Zagłębia Dąbrowskiego i jej siła zbrojna – Czerwona Gwardia miały swoją siedzibę w Sosnowcu. Rada Delegatów Robotniczych Okręgu Sosnowieckiego i Dąbrowskiego przesłała "rewolucyjne pozdrowienia" bolszewickiemu Rządowi Komisarzy Ludowych w Moskwie  i wyraziła radość ze zwycięstwa proletariackiej rewolucji w Rosji. 20 lipca 1919 roku doszło do likwidacji rad delegatów. Na salę obrad wkroczyło wojsko i policja i aresztowała 166 delegatów. W październiku 1923 roku doszło w Sosnowcu do strajku powszechnego. W czasie kadencji socjalistycznego Zarządu Miejskiego w latach 1925 – 29 została wybudowana w mieście sieć kanalizacyjna i wodociągowa.

## II wojna światowa

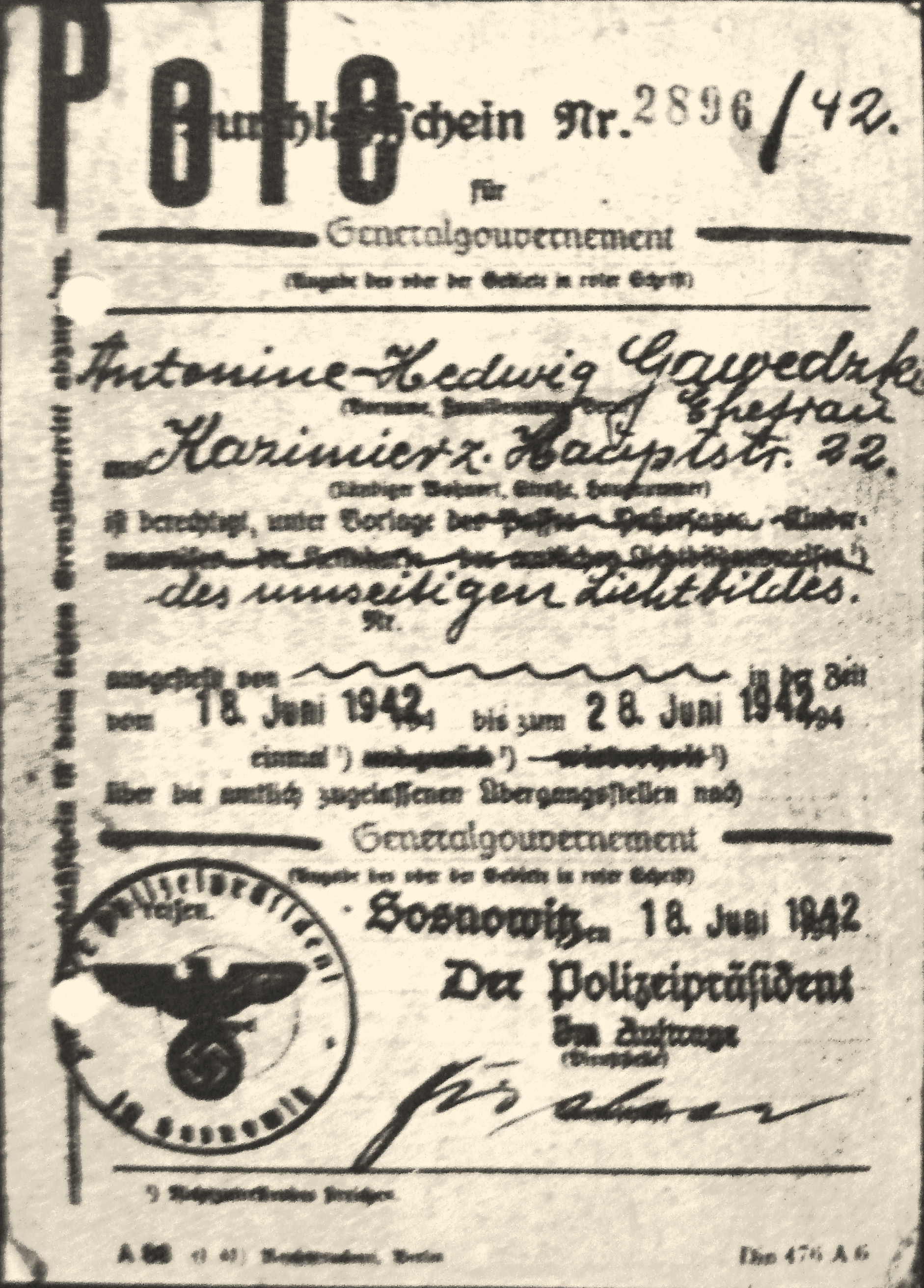
Nakaz wysiedlenia z Sosnowca z 1942 roku wystawiony na nazwisko Antonine Hedwig Gawedzki z pieczątką Pole – Polak

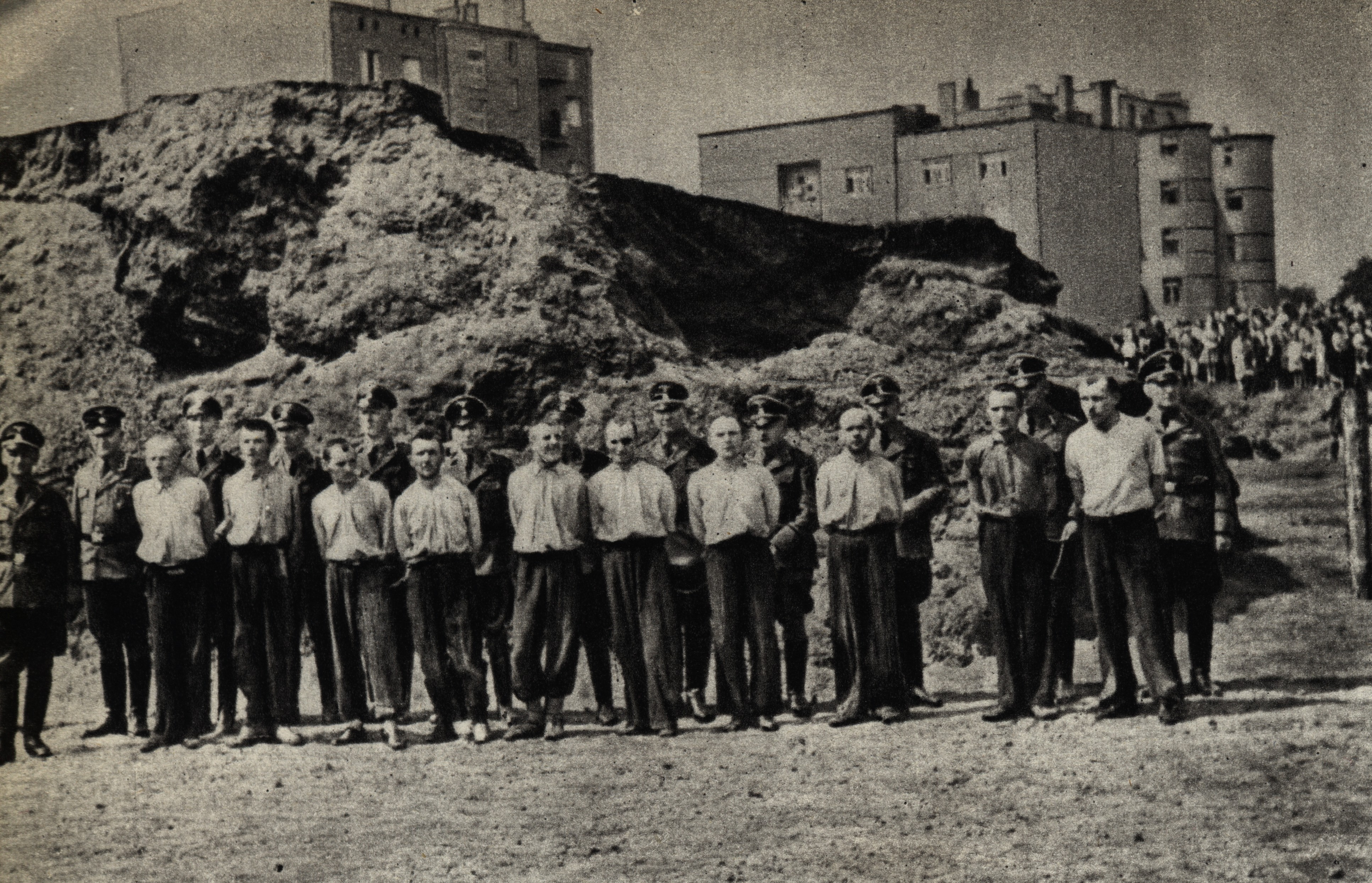
Egzekucja Polaków przez Niemców podczas II wojny światowej (Sosnowiec 1941).

W Sosnowcu w 1937 r. sformowano batalion Obrony Narodowej "Sosnowiec", który pod koniec sierpnia 1939 r. został wcielony do 201 pułku piechoty 55 Dywizji Piechoty. Walczył on w kampanii wrześniowej w składzie Armii "Kraków". W pierwszych dniach wojny na lotnisku polowym w Klimontowie k. Sosnowca stacjonowała także 23 eskadra towarzysząca.
4 września 1939 r. do miasta wkroczyły wojska niemieckie. W listopadzie tegoż roku Sosnowiec został wcielony do rejencji katowickiej III Rzeszy. W mieście powstało getto, żydowscy mieszkańcy zginęli w obozach koncentracyjnych.
w marcu 1940 roku w fabryce urządzeń mechanicznych wybuchł, jeden z nielicznych w czasach okupacji, strajk.
W lipcu 1941 roku w mieście powstał komitet okręgowy "Stowarzyszenia Przyjaciół ZSRR" przekształcony w kwietniu 1942 roku w komitet PPR. W 1943 roku siedmiu członków komitetu zostało aresztowanych i zamordowanych w Oświęcimiu. Po wojnie ku ich pamięci wmurowano tablicę pamiątkową w budynek ratusza.
27 stycznia 1945 roku miasto zajęła radziecką 59 Armia pod dowództwem gen. Iwan Korownikowa.
6 kwietnia 1945 Ministerstwo Bezpieczeństwa Publicznego utworzyło Centralne Obozy Pracy m.in. dla byłych żołnierzy AK i podziemia niepodległościowego. Obóz pracy nr 140 powstał w Sosnowcu.

## Polska Ludowa
15 lipca 1959 r., w ramach wizyty w Polsce, do KWK Niwka Modrzejów przyjechał przywódca Związku Radzieckiego Nikita Chruszczow. W 50 rocznicę Rewolucji Październikowej i 25 rocznicę powstania PPR 16 września 1967 roku odsłonięto w mieście pomnik Czynu Rewolucyjnego.

## Religia
Przynależność w Kościele Ewangelicko-Augsburskim w RP. Jeszcze przed nadaniem praw miejskich Sosnowiec przynależał do diecezji piotrkowskiej. Najbliższy kościół znajdował się w Dąbrowie (dziś to kościół św. Barbary). W 1878 przybyli do Sosnowca Dietlowie. Ufundowali oni kościół ewangelicki na Pogoni, który sami utrzymywali. W 1913 przyporządkowano jemu kościół filialny w Dąbrowie Górniczej. W 1922 ustanowiono z nich parafię ewangelicko-augsburską w Sosnowcu. Od 1946 wchodzi ona w skład diecezji katowickiej. Wkrótce usankcjonowana została praktyka współpracy pomiędzy parafiami luterańskimi w Sosnowcu, Hołdunowie, Mysłowicach i Szopienicach, w ramach tzw. parafialnego ośrodka szopienickiego. Współpraca ta trwa do dzisiaj.
Przynależność w Kościele łacińskim: w chwili otrzymywania praw miejskich diecezja kielecka. Następnie od 1925 roku – miasto stanowiło część diecezji częstochowskiej, czyli wchodziło do niej z chwilą jej powstania. Po ostatniej reformie administracji kościelnej w Polsce, w 1992 r. ustanowiono zagłębiowską diecezję: diecezję sosnowiecką, do godności katedry wynosząc pierwszorzędnego w Sosnowcu znaczenia świątynię Matki Bożej Wniebowziętej.

## Historia najnowsza
14 czerwca 1999 roku papież Jan Paweł II w czasie pielgrzymki do Ojczyzny odwiedził Sosnowiec, spotykając się z wiernymi na placu przy ul. Gwiezdnej.
Do historii miasta zapisało się wydarzenie pożaru Katedry Sosnowieckiej w nocy 28/29 października 2014r. Spłonął wtedy drewniany dach. Niedługo potem Episkopat Polski zwrócił się z prośbą do biskupów diecezjalnych całej Polski o przeprowadzenie zbiórki na odbudowę katedry.

## Rody związane z Sosnowcem
Miasto swój rozwój kulturowy i przemysłowy – ze szczególnym uwzględnieniem XIX i XX wieku – zawdzięcza głównie kilku wielkim rodom szlacheckim i przemysłowym, zaznaczających swą obecność w dłuższym przedziale czasu lub ze szczególnym wpływem w określonym momencie historii. W porządku alfabetycznym byli to:

- Aniołkowie
- Błeszyńscy
- Dietlowie
- Gradsztejnowie
- Kalusińscy
- Kramstowie
- Lamprechtowie
- Macukowowie
- Malinowscy
- Maślągowie
- Mauve’owie
- Mieroszewscy
- Modrzewscy
- Mrokowscy
- Münstermannowie
- Podlewscy
- Pringsheimowie
- Reicherowie
- Renardowie
- Schoenowie
- Schlesingerowie
- Weinrebowie